# Pavel Dlouhý
Pavel Dlouhý (* 5. července 1953) je český podnikatel a politik, bývalý člen výkonné rady ODS a místostarosta Hluboké nad Vltavou a předseda představenstva Regionální agrární komory Jihočeského kraje.
Před rokem 1989 vedl školní zemědělský statek. Dlouhý je předsedou představenstva Regionální agrární komory a v 90. letech byl členem dozorčí rady Pozemkového fondu ČR. Podle časopisu Týden se „v jižních Čechách traduje, že bez jeho souhlasu se v restitucích nevydal ani metr půdy.“ Sedí v orgánech řady jihočeských agrárních firem. Do roku 2010 byl asistentem poslance Jana Špiky. Krátce před 20. kongresem ODS konaným 21.–22. listopadu 2009 se jeho jméno objevilo na novináři sestaveném seznamu krajských kmotrů – mocných zákulisních hráčů, s nimiž se rozhodl bojovat tehdejší stranický předseda Mirek Topolánek.
V dubnu 2012 upozornil Janek Kroupa v MF Dnes na podivné toky na soukromých účtech Dlouhého manželky. Janě Dlouhé, ženě v domácnosti, přibylo v letech 2007–2011 na účet 45 miliónů korun, zejména od Rybářství Třeboň, které získalo několik státních dotací a v jehož představenstvu její manžel působí.